# Heterotis canescens
Heterotis canescens là một loài thực vật có hoa trong họ Mua. Loài này được (E. Mey. ex Graham) Jacq.-Fél. mô tả khoa học đầu tiên năm 1981.